# Записки украинского сумасшедшего
«Записки украинского сумасшедшего» (укр. Записки українського самашедшого) — первый прозаический роман известной украинской поэтессы и публициста Лины Костенко.
Впервые вышел в свет в издательстве Ивана Малковича «А-ба-ба-га-ла-ма-га» в декабре 2010 года.

## Краткое описание
Это первая совершенно новая книга Лины Костенко за последние 20 лет. Поэтесса писала «Записки» почти 10 лет. Издание оформлено художником Владиславом Ерко. С 17 декабря первый 10-тысячный тираж поступил в продажу на Украине.
По данным издательства новый тираж появился в книжных магазинах с 18 января 2011 года.
25 января 2011 года в Ровно начался Всеукраинский тур, в рамках которого было запланировано 7 презентаций романа в нескольких городах Украины с участием Лины Костенко (Ровно, Львов, Киев, Харьков, Кривой Рог, Острог).

## Сюжет
В романе описывается период президентства Леонида Кучмы и Оранжевой революции. Главный герой романа, 35-летний программист, который познакомился со своей будущей супругой ещё во время Революции на граните. Его отец — известный переводчик, шестидесятник, у которого есть новая молодая жена и очень интровертный сын. Жена главного героя — филолог, исследователь Николая Гоголя. Сын учится в школе, дружит с соседом Борькой, сыном «нового украинца». Главный герой ведёт так называемые «Записки», записывая все катастрофы, происшествия и скандалы, про которые узнаёт из новостей. Таким образом он пытается дать выход своим эмоциям в коррумпированной стране под руководством Кучмы и не скатиться в полный цинизм. Параллельно в записках находят своё отображение зачастую проблематичные отношения главного героя со своей женой. Общий иронический, пессимистичный, скептичный тон записок под конец кардинально меняется, когда герой переживает эмоционально насыщенные события Оранжевой революции.
Книга насыщена реминисценциями и прямыми цитатами из произведений Гоголя, а также из «Мастера и Маргариты» Булгакова.

## Отзывы
- Иван Малкович:

Я ждал события, а выяснилось, что это — взрыв. Книга изумляет по-настоящему. Кажется, что так у нас ещё не писали. Надеюсь, что это будет неожиданность для всех
- Иван Дзюба:

«Записки украинского самашедшего» — поразительная хроника души интеллигента в мире абсурдов — украинского и планетарного. Став индивидуально пережитыми, они создают высокий эмоциональный и интеллектуальный градус произведения. Очень желательно и важно, чтобы этот роман был переведён на другие языки, это дало бы возможность миру увидеть Украину и самих себя украинскими глазами
- Дмитрий Дроздовский о названии романа:

…у Лины Костенко герой не сумасшедший (укр. божевільний). Он просто — «сАмашедший». Не «с ума сшедший», а тот, что сам себе идёт. Такой себе игриво-ироничный афронт тотальной суржикизации. Потому что писать «божевільний» — прямо прокладывать мостки до Гоголя. Тем более что источники слова «самашедший» нужно искать не в суржике, а в народной стихии, потому как слово употреблялось ещё в начале XX столетия…